# Trude Sojka
Gertrud Sojka, de nombre artístico Trude Sojka (Berlín, Imperio Alemán; 9 de diciembre de 1909-Quito, Ecuador; 18 de marzo de 2007), fue una pintora y escultora checo-ecuatoriana, sobreviviente del Holocausto, creadora de una técnica original usando materiales de reciclaje y cemento.

## Biografía

### Juventud

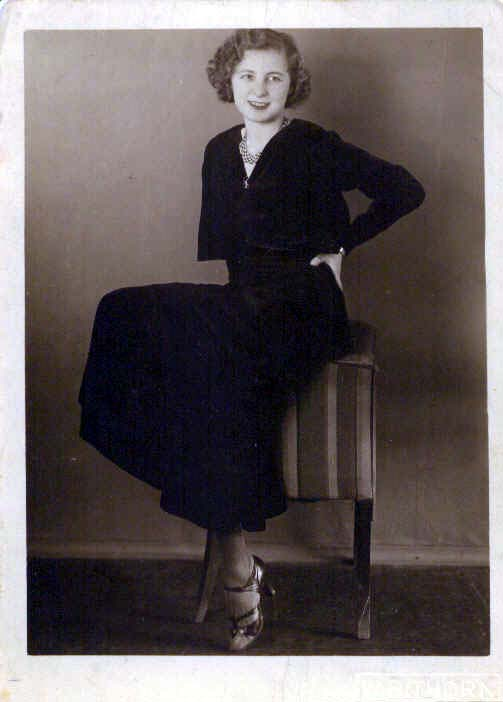
Trude Sojka a sus aproximadamente veinte años

#### Infancia
Gertrud Herta Sojka nació el 9 de diciembre de 1909 en Berlín, Imperio alemán, en el seno de una próspera y culta familia judía. Su padre, Rudolf Sojka, ingeniero, y su esposa, Hedwig Baum, ambos checos,  tuvieron tres hijos: Waltre, el mayor (nacido en 1907), Gertrud y Edith (nacida en 1916). Pronto, la familia se trasladó a Praga, en ese entonces parte del Imperio Austro-Húngaro, cerca de la estación de trenes, en la calle Na Poříčí.

#### Estudios
Desde su infancia, además del checo y el alemán Sojka aprendió inglés, francés, latín, griego; practic´p esquí, natación, gimnasia, danza, y se interesa por la música y las bellas artes. Durante las vacaciones, estudió en un internado de Lausanne, Suiza.
Al graduarse de la secundaria, su padre la inscribió en la Facultad de Economía, una carrera que consideraba "seria", contrariamente al arte. Durante las clases solía dibujar caricaturas de los profesores. Finalmente, entró a la Academia de Bellas Artes de Berlín. Su talento, especialmente en la escultura, le llevaron a exponer sus primeras obras en el Märkisches Museum de Berlín. En 1932 falleció su padre. En 1936 y con veintisiete años se graduó de escultora, y dos años después, en 1938, contrajo matrimonio con Dezider Schwartz, hombre de negocios eslovaco y también judío.

### Supervivencia del Holocausto judío
Desde el ascenso de Hitler al poder y la toma de Checoslovaquia por el Tercer Reich, la familia Sojka se vio amenazada por su condición de judíos. Los Sojka no eran una familia muy religiosa, y no se imaginaron el punto al que llegaría el régimen Nazi. En 1942, su madre Hedwig Baum fue llevada al Gueto de Theresienstadt , muy cerca de Praga, y posteriormente asesinada en el campo, cerca de Malý Trostinec. En julio de 1943, su hermana Edit junto con su esposo, Arthur Porges y su hijo Karl (nacido en 1938), fueron trasladados a Theresiendstadt, pero pocos meses después fueron deportados y asesinados en las cámaras de gas de Auschwitz-Birkenau. 
Mientras tanto, Sojka y Schwartz logran esconderse en la ciudad de Nitra, Eslovaquia, hasta 1944. En septiembre de este mismo año, después del Levantamiento Nacional Eslovaco, ambos fueron llevados al campo de trabajos forzados de Sereď, cerca de Nitra. Para este punto estaba embarazada. En octubre son trasladados a Auschwitz. Sojka nunca volvió a ver a su esposo, quién probablemente murió en una de las Marchas de la muerte. Sojka permaneció solo un mes en Auschwitz. Fue deportada a dos subcampos del campo de concentración de Gross-Rosen, en la actual Polonia: Kudowa-Sąkisch, y desde marzo de 1945, a Zittwerke-Kleinshönau, donde muchas mujeres judías embarazadas eran forzadas a trabajar en la construcción de partes de aviones, helicópteros y máquinas de guerra.
El 4 de mayo de 1945, nació su hija Gabriele Evelyn Schwartz. Sin embargo, la desnutrición y las enfermedades causadas por el ambiente en el que se encontrada la niña provocaron su muerte el 29 de mayo, dos semanas después de la liberación del campo de Zittwerke-Kleinschönau por el ejército soviético el 11 de mayo.
Una vez recuperada de su terrible estado de salud, aunque no en su totalidad, Sojka volvió a Checoslovaquia en busca de su esposo y sus otros familiares, sin obtener resultados. Siempre se negó a hablar sobre su experiencia durante el Holocausto, aunque esta haya marcado con mucha fuerza su obra artística posterior.

### El comienzo de una nueva vida
Al ser liberada, Sojka regresó a su antigua casa en Praga, que había sido confiscada por los SS y logra recuperar algunas mínimas pertenencias. Paó un año entero trabajando como traductora, secretaria, ceramista, y realizando otros pequeños trabajos con el fin de obtener algún dinero. Su principal preocupación era saber si alguno de sus familiares había sobrevivido. Para su sorpresa, encontró en la Cruz Roja Internacional un documento de su hermano mayor, Waltre, buscándola a ella y a su familia. Al ser un ingeniero químico bastante reconocido, había sido invitado con su esposa, Liddy Hutzler, a la Universidad Central del Ecuador para dictar unas conferencias. Gracias a este viaje, fue el único integrante de su familia que pudo evitar ser enviado a los campos de concentración. Dada la situación peligrosa para los judíos en Europa, la pareja decidió quedarse a vivir en Ecuador, donde fundaron el primer almacén de artesanías del país, Akios (su apellido al revés). Sojka, decidida reencontrarse con su hermano y se dispuso a emprender el viaje para cruzar el Atlántico en barco. Para conseguir los fondos necesarios, trabajó para la Comunidad Judía de Praga, que intentaba restablecerse después de la guerra.  

#### Llegada a Ecuador
Una vez reunida con su hermano y su cuñada, emprendió el viaje hacia la capital, Quito. Poco a poco aprendió el idioma español, que le resulta más fácil de lo pensado gracias a su conocimiento del latín y del francés. Sin embargo, su acento checo y alemán nunca desapareció.
"Cuando llegué al puerto de Guayaquil, en julio de 1946, mi hermano me esperaba con los brazos abiertos. Pero yo, lo primero que hice al bajarme del barco fue correr a abrazar una cabeza de bananos que estaba al lado", contaba Trude Sojka con humor. En efecto, Trude, a la que tanto gustan los plátanos -fruta exótica y rara para Europa en ese entonces-, ha llegado al lugar soñado.[cita requerida]
Desde que llega a la capital, el conseguir trabajo no es problema, pues su hermano le instpo a que diseñe artesanías para su famoso almacén Akios,ubicado en el centro histórico de Quito, en el barrio de la Loma Grande. La artista no solo recupera su vocación de artista, sino que gana inspiración del arte autóctono, precolombino y típico de las diferentes regiones del Ecuador.

#### Segundo matrimonio

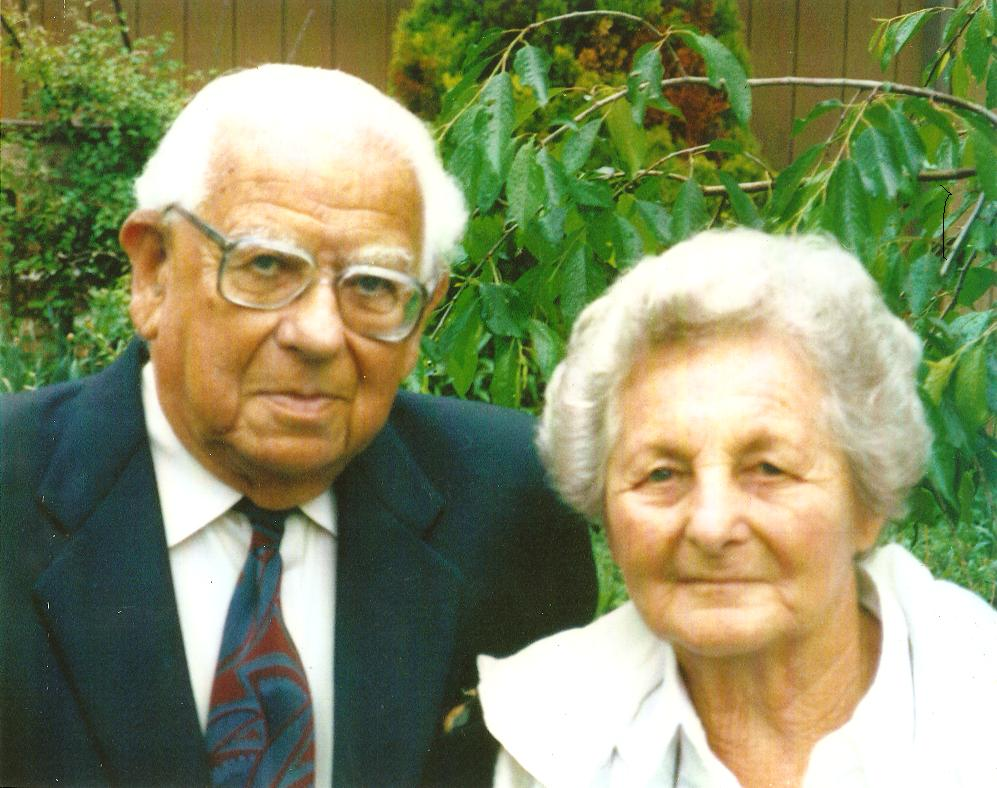
Trude Sojka con su esposo Hans Steinitz

Es a su llegada a Guayaquil, conoció a quien se convirtió en su segundo esposo, Hans Steinitz. Judío alemán nacido en Kattowice en 1908, es un intelectual, quien empezó sus estudios en Leyes, en las universidades de Breslau, Freiburg y París, pero se vio obligado a abandonar sus estudios al ejecutarse las leyes raciales nazis de Núremberg, en 1935. En  noviembre de 1938, en durante la Noche de los Cristales Rotos, Hans Steinitz y su madre, Eva Buchwalter, fueron denunciados por su propio padrastro, un polaco de apellido Braszcok, quien había contraído matrimonio con Eva luego de la muerte del padre de Hans, Julius Steinitz. Ayudado por sus amigos, Steinitz logró salir del Campo de concentración de Sachsenhausen en 1939. El cónsul de Ecuador en Bremen, José Ignacio Burbano Rosales, intercedió y le otorgó una visa para viajar a Guayaquil y trabajar en una empresa algodonera, convirtiéndose así en uno de los cientos de personas judías auxiliadas por Burbano Rosales.
Una vez radicado en el país sudamericano, Steinitz entabló una estrecha amistad con Waltre Sojka, e incluso le acompañó al puerto cuando su hermana llegó de Europa. En 1948 Hans Steinitz y Trude Sojka se casaron, y formarn una familia con tres hijas: Eva Graciela (Chela) Hedwika (1949-2006), Ruth Myriam Edith (n. 1951), y Anita Ivonne Lilian Steinitz (n.1954). Gracias a su esposo, quien le da estabilidad económica y mucho respaldo moral, pudo dedicarse a su arte y a su hogar.

### Últimos años

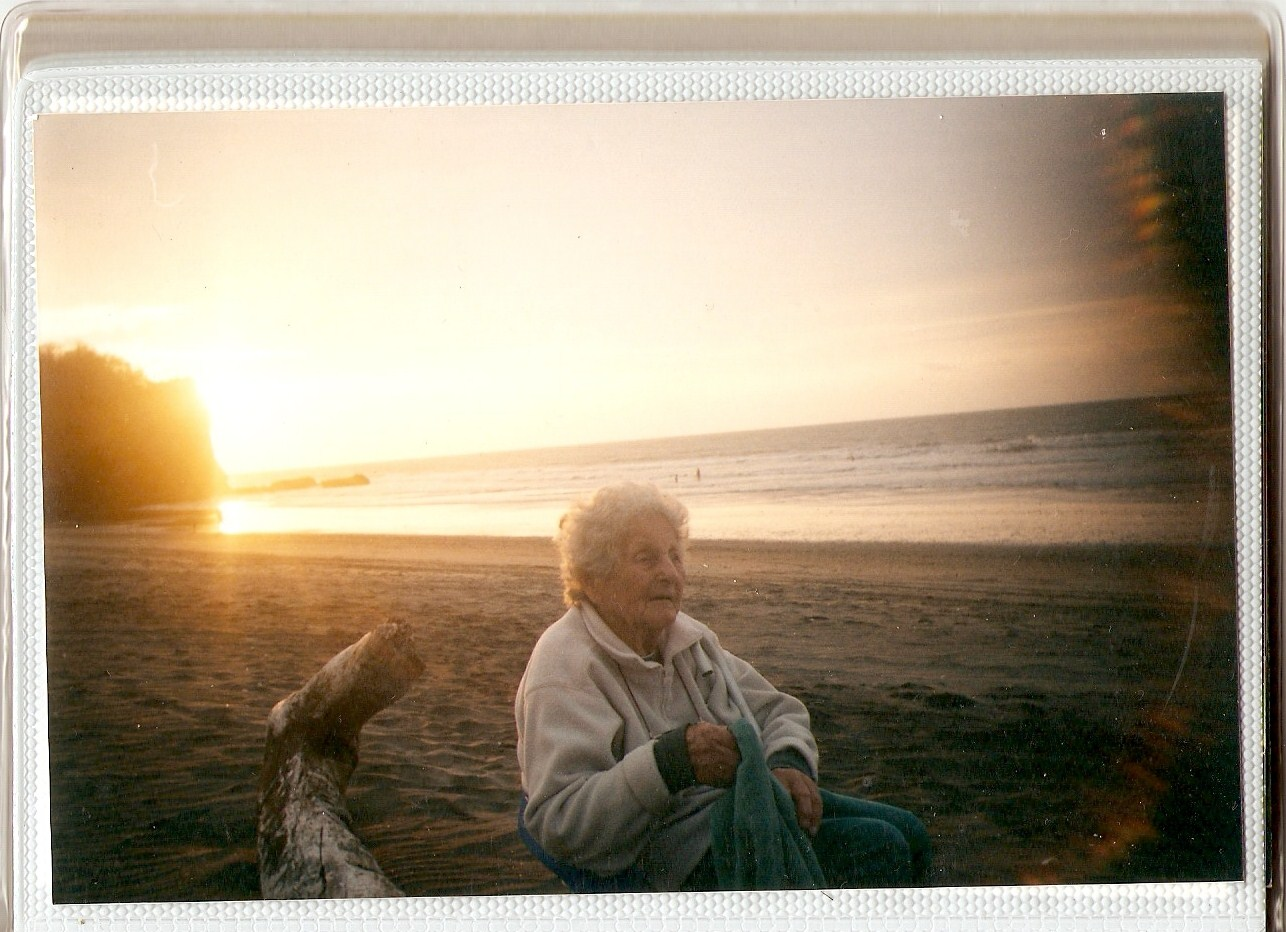
Trude Sojka en una playa en Punta Blanca, Manabí

Cuando Sojka cumplió noventa años, la Casa de la Cultura Ecuatoriana Benjamín Carrión le rindió homenaje nombrándola "Artista emérita". Presentó además una exposición retrospectiva de sus obras así como el libro Las dos vidas de Trude Sojka.Este es solo uno de los numerosos homenajes que, en Ecuador (entre los más importantes, los que se llevaron a cabo en la Casa de la Cultura, núcleos de Guaranda y Riobamba), Estados Unidos y Francia, se realizan para la artista.
En 2001 sufrió de un derrame cerebral. Logró sobrepasarlo con secuelas mínimas. La artista continuó realizando pesados cuadros y esculturas con cemento y materiales de reciclaje hasta sus noventa y cinco años aproximadamente. Cuando ya sus manos dejaron de ser tan fuertes, abandonó el cemento, no obstante, sigue pintando y dibujando.
El 18 de marzo de 2007 falleció de una insuficiencia respiratoria.

## Obra
La obra de Trude Sojka va evolucionando según las diferentes experiencias de su vida.

### Primeras influencias en Europa
Estudió en la Escuela de Bellas artes de Berlín, donde se familiarizó con el expresionismo alemán (Die Brücke) y judío. Conoció las obras de Marc Chagall, Chaïm Soutine y Georges Rouault. Admiró profundamente las esculturas de Ernst Barlach y es muy posible que haya conocido personalmente los trabajos expresionistas-realistas de Käthe Kollwitz.
Por otra parte, se interesó ya en Europa por el arte primitivo (que también puede considerarse expresionista), de África, Oceanía e Indo-América, el cual seguramente pudo conocer en los museos etnográficos. Por ello, cuando después de la guerra en 1946, llegó al Ecuador, quedó maravillada al descubrir tan de cerca la simbología precolombina y andina.

### Holocausto
Sus primeros cuadros en Ecuador, realizados por los años 1950, relatan sus experiencias en el campo de concentración: la angustia y la soledad, el alambre de púas, la triste procesión de mujeres caminando tal vez hacia las cámaras de gas, pero también sus plegarias que le ayudaron a sobrevivir al horror, así como la esperanza de libertad y de una vida nueva.

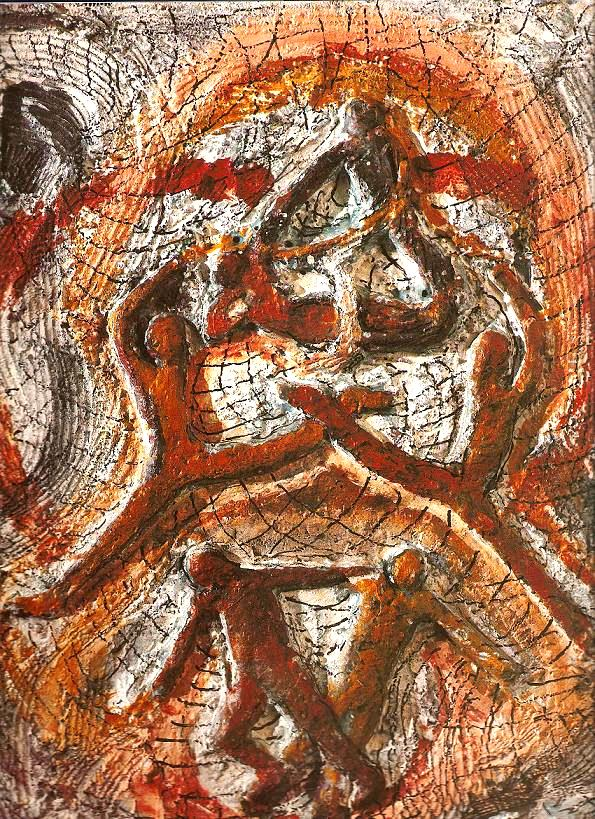
Entre alambres de Aushwitz
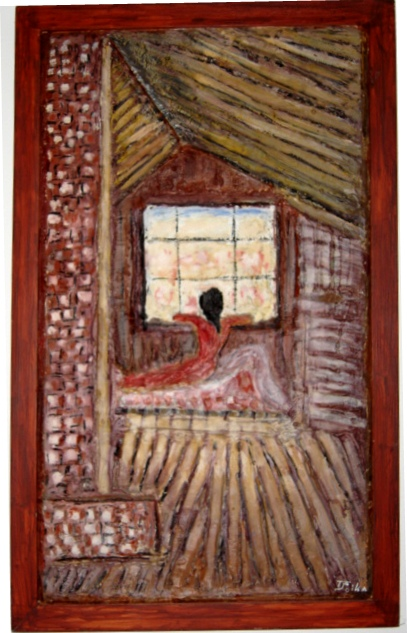
Mujer en la ventana
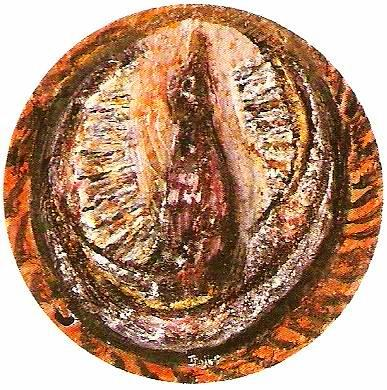
Fénix

### Precolombino y andino
Sojka se fascinó por el arte popular ecuatoriano y la simbología de los antiguos pueblos cayapas, la Cultura Guangala o Jama-Coaque, lo que le lleva a estudiarlos con minuciosidad. Creó siempre con la misma técnica, cuadros y esculturas con temas como los petroglifos, los caballitos indios o el Tahuantinsuyo, estilizando motivos indígenas tradicionales como el jaguar, el mono, la serpiente, el sol y la luna. Así mismo, la recurrencia de imágenes ligadas a distintas aves supuso una forma de amalgamar y retratar su pasado de guerra por medio de su labor artística. En esta etapa entabló amistad con artistas ecuatorianos como Oswaldo Guayasamín, Gilberto Almeida, Víctor Mideros, Manuel Rendón o, en los años 1990, a Pilar Bustos. El intercambio con ellos le proporciona valiosa información para poder conocer mejor el arte ecuatoriano y dar un giro intercultural a su arte. Su obra posee una fusión entre motivos autóctonos del Ecuador y su estilo propio expresionista.

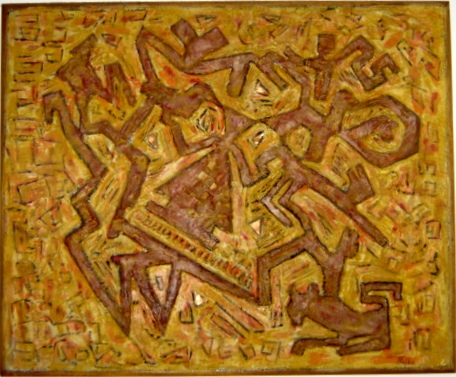
Precolombino 2
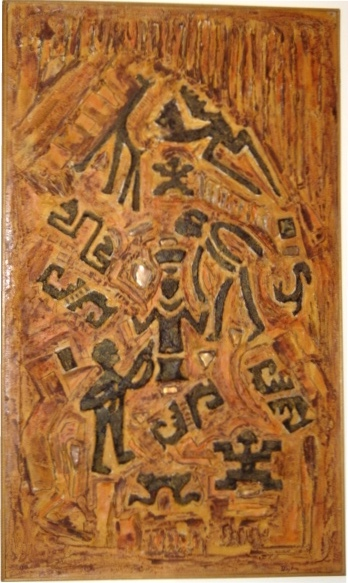
Precolombino
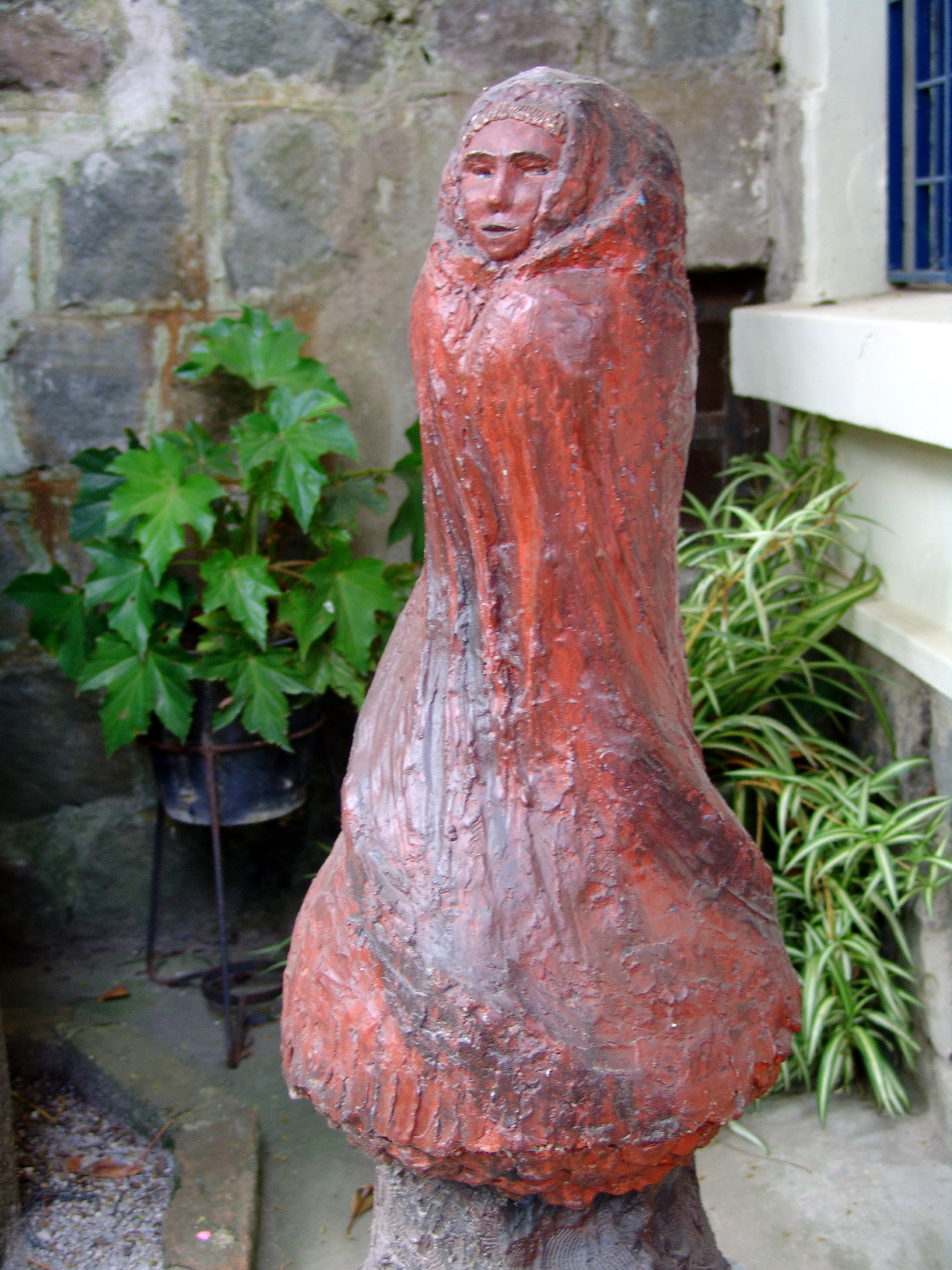
Mujer pondo

### Expresionismo alemán y judío
Ya en Ecuador, recordando sus estudios de Bellas Artes en Europa y la influencia del expresionismo alemán y judío, se dedicó a experimentar con las líneas, colores y formas para expresar su mundo interior. Realizó obras abstractas y figurativas, llenas de fuerza y textura, con un manejo dinámico de los colores y líneas curvas o rectas, evocando la música, danza, gimnasia rítmica.

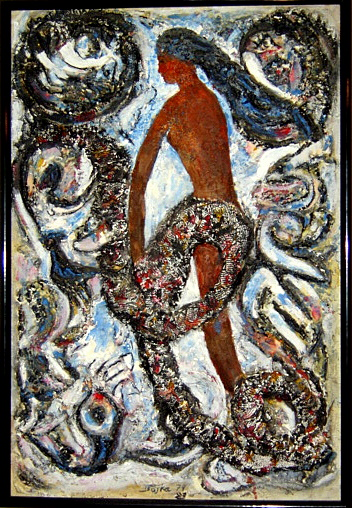
Eva y la culebra
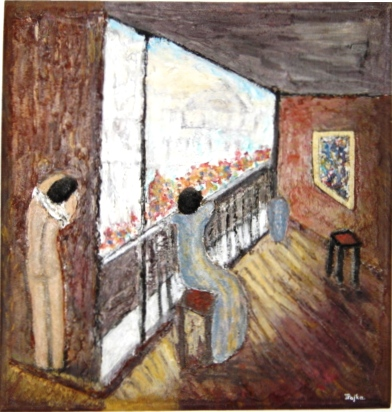
La Ventana

### Ternura, regreso a la infancia
Ya anciana, a partir de 1985, gracias al nacimiento de sus dos nietas, Geetha y Gabriela, Trude Sojka comienza a recordar su propia infancia feliz, sus sueños, los cuentos de hadas, y crea obras como Cuento de las mariposas amarillas, o Carrusel,  llenas de ternura, sencillez, espontaneidad, paz y serenidad.

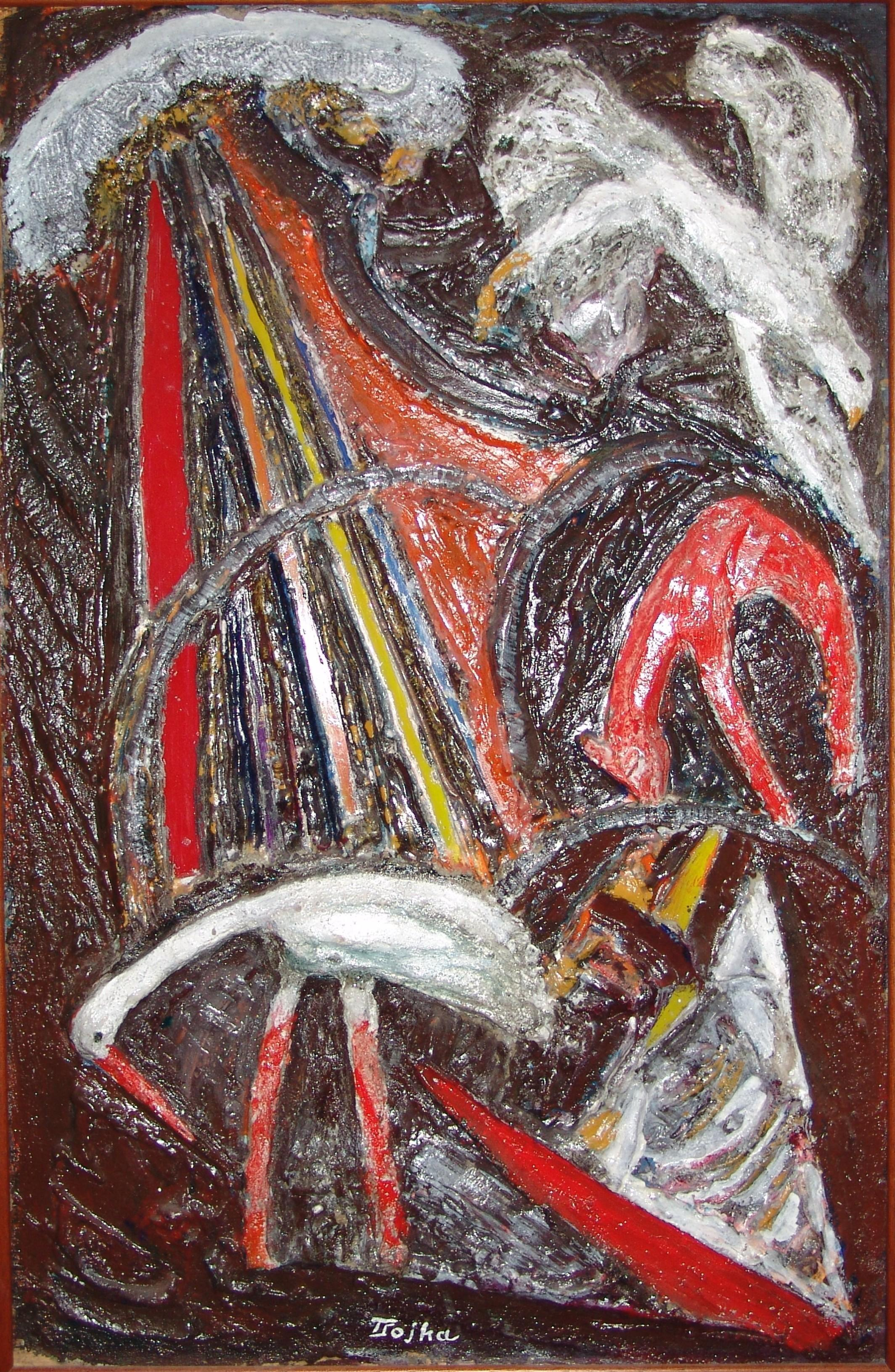
Garza
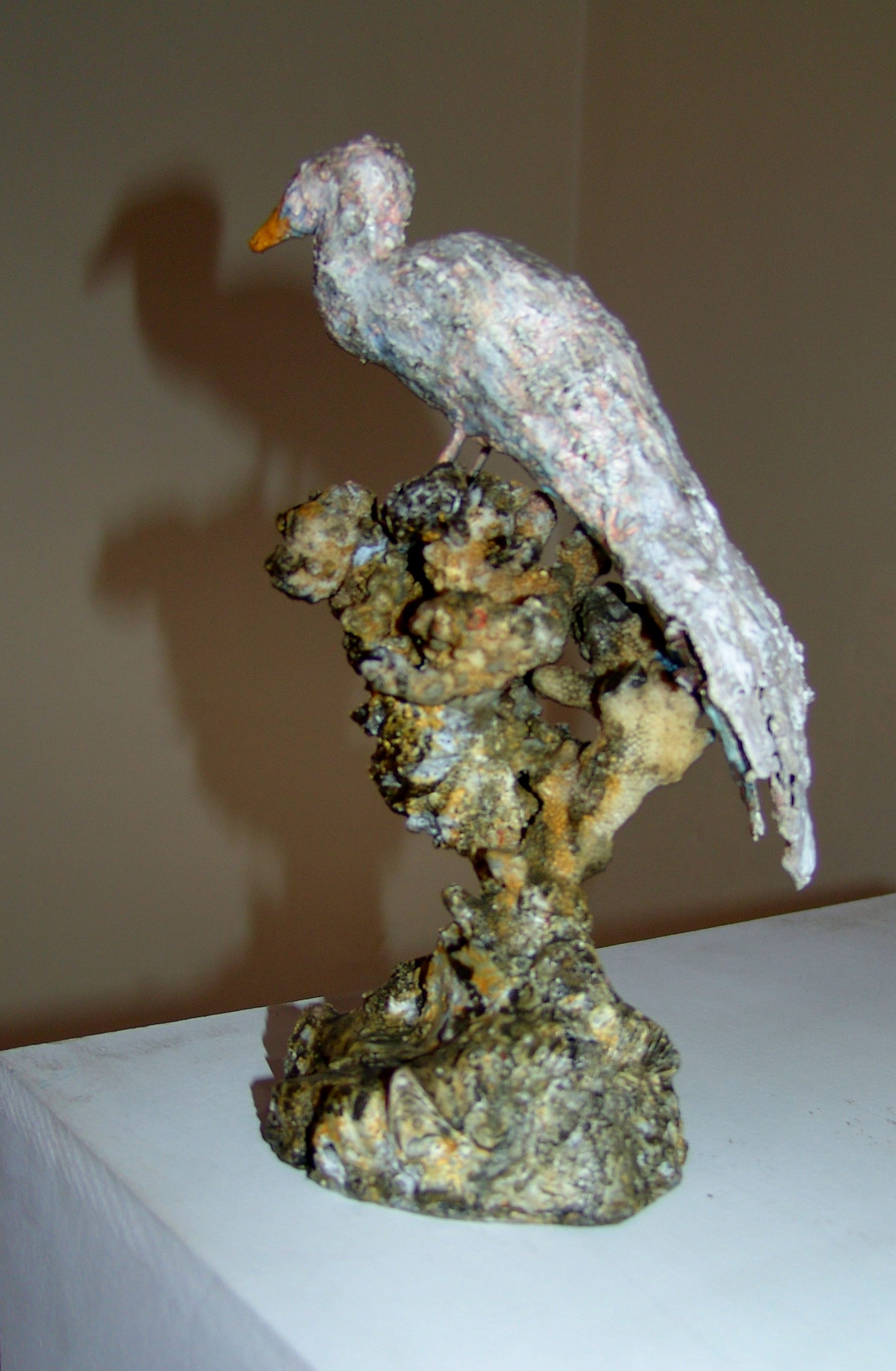
Pájaro de Galápagos

### Exposiciones
1969: Galería Kitgua, Quito, Ecuador.
1972: Galería Andes, Filadelfia, EE. UU.
1974: Galería Gue-Bertz, Galería Museo de Arte y Salón de la Mujer, Organización de Estados Americanos, Quito.
1975: Galería las Peñas y Galería el Toro Rojo, Quito.
1977: Great Gulf Coast Festival, Pensacola, EE. UU.
1978: Art Center, Pensacola, EE. UU.
1981: 25.º Salón "Arts, Formes, Couleurs", Le Bourget, Francia.
1982: 26º Salón "Arts, Formes, Couleurs", Le Bourget, Francia.
1990: Retrospectiva en la Galería Pomaire, Quito y Galería Greta Peterson, Cincinnati, EE. UU.
1991: Exposición colectiva en la Galería Pomaire, Quito.
1996: Retrospectiva  "Vivencias" en el Centro Cultural CINCO, Quito.
2000: Retrospectiva en la Casa de la Cultura Ecuatoriana.
2003: Casa de la Cultura Ecuatoriana, núcleo de Guaranda, Ecuador.
2004: Casa de la Cultura Ecuatoriana, núcleo de Ríobamba, Ecuador.
A partir de 2009: Exposiciones periódicas temáticas y rotativas de la colección familiar de obras de Trude Sojka en la Casa Cultural Trude Sojka, Quito.
2015: Donación póstuma de la escultura Thanatos al museo del Holocausto Yad Vashem, Jerusalén, Israel
2019: marzo-junio: Holocausto y Maternidad, Memorial de Terezin, República Checa
octubre-noviembre: Retrospectiva Un Constante renacer. Parte I: Holocausto y Maternidad, Casa de la Cultura Ecuatoriana Benjamín Carrión, Quito.
noviembre-diciembre: Retrospectiva Un Constante renacer. Parte II:Encuentro de dos mundos, Museo Abya-Yala, Universidad Politécnica Salesiana, Quito.
2020: Retrospectiva Un Constante renacer. Parte III: Expresionismo y Plenitud, se cierra el círuclo, Casa Cultural Trude Sojka, Quito.

## Legado

### Casa Museo Trude Sojka

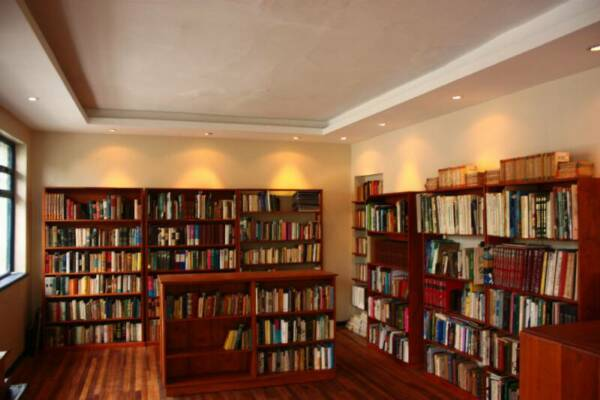
Sala de lectura Hans Steinitz

La casa donde vivió la artista es ahora un pequeño museo y Memorial del Holocausto, cuya misión es educar sobre la memoria de la Shoah (como un ejemplo de lo que significa un genocidio) a través del arte y el testimonio de Trude Sojka y su familia; y así promover la paz en el mundo. Alberga varias exposiciones permanentes sobre la Shoah, la vida de la artista, su esposo Hans Steinitz, testimonios de otros genocidios. Además, presenta exposiciones temporales rotativas de la obra de Sojka y también de su nieta Gabriela Steinitz, artista plástica. En 2012 ofreció talleres de educación para la paz y arte a colegios, grupos diversos y público en general.
El museo está diridigo por Anita Steinitz, la hija menor de la artista, y supervisada en su gestión por la Corporación Cultural Trude Sojka, organización sin fines de lucro presidida por la nieta de la artista, Gabriela Steinitz. Su objetivo principal es promover la paz a través del arte.
La casa tiene una biblioteca Hans Steinitz con cerca de 2000 libros, especializada en arte y Holocausto, así como un jardín de esculturas, una huerta y un café.
Sus obras han estado siempre expuestas, desde su creación, en la casa donde vivió la artista en Quito. La casa, construida aproximadamente en los años 1950 por Sojka y Steinitz, ubicada en el barrio de la Floresta, al norte de Quito, comenzó a transformarse, en parte, en galería a la iniciativa de una de las hijas, Anita Steinitz, tan solo unos tres años antes de la muerte de su madre. De galería de arte, pasó a llevar el nombre de Centro de Artes Creativas Trude Sojka, en el cual se mantenían actividades artísticas y literarias tales como talleres vacacionales para niños, casa abierta y exposiciones de artistas locales.
Unos meses después de la muerte de Trude Sojka, a fines del año 2007, sus hijas convirtieron enteramente la casa en Casa Cultural Trude Sojka: un espacio abierto a nuevos artistas, talleres de arte y desarrollo humano, con el fin de promover la cultura, el arte y la paz. Inaugurada en 2009, funcionó como tal hasta 2020.
La Casa Cultural Trude Sojka cuenta con el aval del Ministerio de Cultura Ecuatoriano y de la Claims Conference, EE.UU, y el embajador de Chequia para Perú y Ecuador. Igualmente, forma parte del Sistema de Museos y Centros Culturales de Quito, así como del Consejo Internacional de Museos (ICOM) y el Comité Internacional de Museos Memoriales (ICMEMO).

### Obras dedicadas
- 1999. Las dos vidas de Trude Sojka. ISBN 978-9942-837-66-0.[10]
- 2021. Trude Sojka. Resiliencia a través de las artes. ISBN 978-9942-837-66-0.[18]